# (823) Сисигамбис
(823) Сисигамбис (лат. Sisigambis) — астероид главного пояса, открытый 31 марта 1916 года немецким астрономом Максом Вольфом в обсерватории Гейдельберг.
Назван в честь Сисигамбис, матери Дария III, последнего царя Персии. Во время Битвы при Иссе (333 до н. э.) она была взята в плен Александром Великим вместе с женой Статирой и дочерьми Дария.
Главной отличительной особенностью этого астероида является его малая скорость вращения вокруг своей оси — один оборот  он совершает приблизительно за 146 часов, что составляет чуть больше 6 земных суток.